# Caselle Torinese
Caselle Torinese là một đô thị ở tỉnh Torino trong vùng Piedmont, có vị trí cách khoảng 14 km về phía tây bắc của Torino, nước Ý. Tại thời điểm ngày 31 tháng 12 năm 2004, đô thị này có dân số 16.783 người và diện tích là 28,7 km².
Đô thị Caselle Torinese có các frazioni (các đơn vị trực thuộc, chủ yếu là các làng) Borgata Francia and Mappano.
Caselle Torinese giáp các đô thị: San Maurizio Canavese, Leinì, Robassomero, Venaria Reale, Settimo Torinese, và Borgaro Torinese.